# Инструментал
У граматици: шести падеж, падеж оруђа или средства којим се радња врши (нпр. сечем ножем) и падеж друштва или заједнице (нпр. ишао сам c другом). Одговара на питања с ким? и чиме?.
Инструментал у реченици означава:
- средство (без предлога) којим се врши нека радња (Дошли смо возом.)
- друштво (с предлогом) са којим се врши нека радња (Идем са пријатељима у биоскоп.)
- начин, углавном став, којим се врши нека радња (Ходала је великим корацима.)
- релативно непрецизне одредбе места и времена (крајем недеље, ноћу, Суботом идем у град...)
- као допуна неким придевима (богат знањем, незадовољан платом)
- допунски предикатив (само уз неке глаголе: бити, постајати, постати, чинити се, учинити, звати ... - Зовем је тетком.)
- атрибут (Промет железницом се развио.)
- глаголи који захтевају инструментал (бавити се; трговати; обиловати; владати; управљати ....)
- с предлозима:
  - међу; под; над; пред; за; с(а)

Ови предлози (осим с(а)) употребљавају се и уз акузатив, али само ако означавају динамични однос:
- Акузатив: Лопта је отишла под сто.
- Инструментал: Лопта је под столом.
- Генитив: Лопта је испод стола.